# Vass Elemér
Bihari Vass Elemér (Budapest, 1887. július 28. – Balatonfüred, 1957. december 9.) magyar festő.

## Életpályája
Vass Tamás (1855–1940) pénzügyminiszteri fogalmazó, majd miniszteri tanácsos és Ludvigh Sarolta gyermekeként született. Jogi egyetemet végzett, majd minisztériumban dolgozott. Az Iparművészeti Iskolában Pap Henrik tanítványa volt. 1912-től volt kiállító művész. Az első világháborúban harcolt, hadifestőként dolgozott. Franciaországban és Olaszországban volt tanulmányúton. 1920-ban Hollandiába utazott. 1921–1932 között több alkalommal az Ernst Múzeumban rendezett kiállítást. 1925-ben tért vissza Magyarországra. 1935–1945 között Zebegényben telepedett le. 1939-ben Zebegényben a lengyel menekülttábor parancsnoka lett; sok lengyel katona megmentője volt. A második világháborúban sok műve elpusztult. 1937-ben a Gresham-kör tagja lett Egry József, Szőnyi István és Bernáth Aurél mellett. 1946-tól Tihanyban dolgozott.
Első feleségétől elvált. Második házastársa Havas Piroska (1886–1934) volt, akivel 1920. november 14-én Budapesten kötött házasságot. Harmadszor Thompson Klárát (1896–1970) vette nőül 1937-ben, Budapesten.

## Művei
- Önarckép (1919)
- Abroszos csendélet (1934)
- Kilátás az ablakból
- Nyári virágcsokor
- Limonádé
- Rákok
- Táltos kancsó
- Szabó Lőrinc-portré
- Illyés Gyula-portré
- Ferenczy Béni-portré

## Kiállításai
- 1957 Budapest
- 1966 Veszprém

## Díjai, elismerései
- Műcsarnok kitüntetése (1921)
- Frankel-díj (1922)
- Nemes Marcell-díj (1936)
- Egry-díj (posztumusz)